# Seznam písní Dušana Grúně
Toto je seznam písní zpěváka Dušana Grúně.

## Seznam
- píseň – duet s – (autor hudby písně / autor textu písně) – album

(h:/t:) – doposud nezjištěný autor hudby nebo textu

## A
- Ako mi je – (h:/t:)
- Ako ty – (h:/t:) – Úsmevom sa patrí ďakovať (2000)

## B
- Butterfly – (Danyel Gerard / Eduard Petiška) – 20 NAJ (2006), Úsmevom sa patrí ďakovať (2000), Retrohity (2005)

## C
- Carmen – (h:/t:) – Carmen/Dom, kde sme rástli (1972)
- Cigánka ty krásna – (Karel Vacek / Zoro Laurinc) – Úsmevom sa patrí ďakovať (2000), Repete Návraty – CD 3 – Úsmevom sa patrí ďakovať (2010)
- Čakám – (h:/t:) – Kde si bola, keď hrmelo/Čakám (1973)
- Či vravieť môžem – (Miki Jevremovič / Milan Dunajský) – 20 Naj (2006), Repete Návraty – CD 3 – Úsmevom sa patrí ďakovať (2010)
- Čo s láskou tou (What now my love) – (Gilbert Bécaud / Zoro Laurinc) – Lebo Ťa rád mám (2012) původně nazpíval Berco Balogh

## D
- Dáma z rámu – (Daniel Vangarde, Jean Kluger / Ján Štrasser) –
- Dávno – (Pavel Šindler / Vojtech Scherhaufer) – Úsmevom sa patrí ďakovať (2000), Repete Návraty – CD 3 – Úsmevom sa patrí ďakovať (2010)
- Dom kde sme rástli – (h:/t:) – Úsmevom sa patrí ďakovať (2000)
- Domov svoj máš – (h:/t:)
- Dvadsať dní a dvadsať nocí – (Braňo Hronec / Miloš Lánik) – Dvadsať dní a dvadsať nocí – Dušan Grúň a Oľga Szabová/Delilah – Dušan Grúň (1968)

## F
- Farebná Praha – (h:/t:)
- Flinta v žite (M. Novák / Ján Štrasser) – Pán z plátna/Flinta v žite (1974), 20 Naj (2006)

## H
- Hlavolam – (Alois Bouda / Eva Boudová) – Lady Madonna/Hlavolam (1969)
- Hrmí – (Andrej Lieskovský / V. Illek) – Kúsok lásky (2004), Skryl sa mesiac – Andrej Lieskovský (2006),
- Hviezdy spod tvojich rias (Stranger in the night) – (h:/t:) – Lebo Ťa rád mám (2012)

## J
- Jeden na moju lásku (One for my baby) – (h:/t:) – Lebo Ťa rád mám (2012)
- Jedinú na šírom svete radosť mám – (h:/t:) – alba: Najkrajšie piesne – Gejza Dusík (2007)
- Júlia – (Alois Bouda / Eva Boudová) – alba: 20 NAJ (2006), Největší slovenské hity 60. a 70 (2007)

## K
- Kam pláva naša loď – (E. Ernautalič / Alexander Karšay) – Úsmevom sa patrí ďakovať (2000), Repete Návraty – CD 3 – Úsmevom sa patrí ďakovať (2010)
- Kde si bola, keď hrmelo – (Noro Vilovič / Zoro Laurinc) – 20 Naj (2006), Repete Návraty – CD 6 – Plavovláska (2010)
- Kočky zo Záhoria – (K. Kovač / Zoro Laurinc) – Úsmevom sa patrí ďakovať (2000), Repete Návraty – CD 3 – Úsmevom sa patrí ďakovať (2010)
- Kraj biedy“ – (h:/t:) – Úsmevom sa patrí ďakovať (2000)
- Krása dávnych snov – (Peter Šíma / Martin Sarvaš) – Kúsok lásky (2004), Repete Návraty – CD 6 – Plavovláska (2010)
- Kúsok lásky (Moonlight lady) – (Albert Hammond / Martin Sarvaš) – Kúsok lásky (2004), Repete Návraty – CD 6 – Plavovláska (2010)

## L
- Lady Madonna – (John Lennon, Paul McCartney / Rudolf Skukálek) – Lady Madonna/Hlavolam (1969)
- Láska býva vrtošivá (Love Grows Where My Rosemary Goes) – (Barry Mason / Tony Maculay, s.t. Eva Boudová) – 20 Naj (2006)
- Lebo ťa mám rád (The way you look tonight) – (h:/t:) – Lebo Ťa rád mám (2012)
- Letný vietor (Summerwind) – (h:/t:) – Lebo Ťa rád mám (2012)
- Luk a šíp (Misty) – (Erroll Garner / Milan Lasica) – 20 Naj (2006)

## M
- Malá vidiečanka – (Tomáš Kmeť / Tomáš Kmeť) – alba: Úsmevom sa patrí ďakovať (2000), Repete Návraty – CD 3 – Úsmevom sa patrí ďakovať (2010)
- Manželky a milenky (Wifes and Lovers) – (h:/t:) – Lebo Ťa rád mám (2012)
- Mária – (h:/t:)
- Marína – (Đorđe Novković / Alois Bouda) – 20 Naj (2006), Úsmevom sa patrí ďakovať (2000)
- McDonald, ten si žil – (h:/t:) – České hity 1965
- Mexicanos – (P. Varga / Vojtech Scherhaufer) – Úsmevom sa patrí ďakovať (2000), Repete Návraty – CD 3 – Úsmevom sa patrí ďakovať (2010)
- Milujem nápady – Ján Hruška a Dušan Grúň – (h:/t:)
- Mladosť vráť sa, vráť – (Peter Šíma / Š. Dékány) – alba: Kúsok lásky (2004), Repete Návraty – CD 6 – Plavovláska (2010)

## N
- Nalej mi vína, Malvína – (Shery Schutle / Boris Droppa) – 20 Naj (2006)
- New York (New York, New York) – (h:/t:) – Lebo Ťa rád mám (2012)

## O
- Ocko, ja už neprídem – (Peter Šíma / Peter Šíma) – Kúsok lásky (2004), Repete Návraty – CD 6 – Plavovláska (2010)
- Oči len pre teba (I only have eyes for you) – (h:/t:) – Lebo Ťa rád mám (2012)
- Ó Maria – (V. Delač / Zoro Laurinc) – Úsmevom sa patrí ďakovať (2000), Repete Návraty – CD 3 – Úsmevom sa patrí ďakovať (2010)

## P
- Pán z plátna (Skydiver) – (Daniel Boone / Ján Štrasser) – Pán z plátna/Flinta v žite (1974), 20 Naj (2006)
- Päť dám (Get Down)– (Peter Petiška / Ján Štrasser) – 20 Naj (2006)
- Pekne a ľahko (Nice and easy) – (h:/t:) – Lebo Ťa rád mám (2012)
- Plavovláska (Non illuderti mai) – (Mario Panzeri, Lorenzo Pilat / Daniele Pace, s.t.Ján Turan) – 20 Naj (2006), Repete Návraty – CD 6 – Plavovláska (2010)
- Podaj mi rúčku – (h:/t:) – Najkrajšie piesne – Gejza Dusík
- Pozrel som sa späť – (Alois Bouda / Alois Bouda) – 20 Naj (2006)
- Príď – (Peter Hanzely / Milan Dunajský) – Príď/Rozhodnutie (1971), 20 Naj (2006)

## R
- Rád sa vraciam k nám – (Peter Hanzely / Dušan Grúň, Vojtech Scherhaufer) – Úsmevom sa patrí ďakovať (2000), Repete Návraty – CD 3 – Úsmevom sa patrí ďakovať (2010)
- Rád skrývam svoje tajomstvá – (Peter Šíma / Miriam Klimentová) – Kúsok lásky (2004), Repete Návraty – CD 6 – Plavovláska (2010)
- Rozhodnutie – (Bohumil Trnečka / Vít Ilek) – Príď/Rozhodnutie (1971)
- Rozprávky sú tu naozaj (The Last Night Of The World) – Marika Škultétyová a Dušan Grúň – (Claude-Michel Schönberg / Zoro Laurinc) – Zapáľ ma láskou – Marika Škultétyová (1996)
- Rozsvietiš mi celý svet (I'm beginning to see the light) – (h:/t:) – Lebo Ťa rád mám (2012)
- Ružička moja – (K. Kovač / Vojtech Scherhaufer) – Úsmevom sa patrí ďakovať (2000), Repete Návraty – CD 3 – Úsmevom sa patrí ďakovať (2010)

## S
- Samba v tieni palmy – (h:/t:) – Úsmevom sa patrí ďakovať (2000)
- Sám pred sebou – (Peter Šíma / Peter Šíma) – Kúsok lásky (2004), Repete Návraty – CD 6 – Plavovláska (2010)
- Sen – (Andrej Lieskovský / Ján Bolek) – Či vravieť môžem – Dušan Grúň a RT Vox/Sen (1972)
- Spomienka na Karola – (h:/t:) – Kúsok lásky (2004)
- Starý rodný dom (Green Green Grass of Home) – (Curly Putman / Alois Bouda) – Úsmevom sa patrí ďakovať (2000), 20 Naj (2006), Repete Návraty – CD 6 – Plavovláska (2010)
- S tebou zas prišla jar (You make me feel so young) – (h:/t:) – Lebo Ťa rád mám (2012)
- Svadobná pieseň (Connie's Wedding Dance) – (Nino Rota / Miloš Lánik) – 20 Naj (2006), Repete Návraty – CD 6 – Plavovláska (2010)
- Synček neplač – (Scott David / Alois Bouda) – 20 Naj (2006)
- Šťastné a veselé – (Ľudovít Štassel / Ľudovít Štassel) – Úsmevom sa patrí ďakovať (2000), 20 Naj (2006), 20 Naj Retro Vianoce

## T
- Takto mi je – (Peter Kliment / Ervín Kliment[1], Peter Kliment) – Kúsok lásky (2006), Repete Návraty – CD 6 – Plavovláska (2010), Slovensko sa zabáva (2003)
- Tango pre nás dvoch (Blue tango) – (Leroy Anderson / Martin Sarvaš) – Kúsok lásky (2004), Repete Návraty – CD 6 – Plavovláska (2010)
- Ten koník slncový – (Ingrosso Leander / Rudolf Kazík) – 20 Naj (2006)
- Tri nádherné slová – (K. Slabinc / Zoro Laurinc) – Úsmevom sa patrí ďakovať (2000), Repete Návraty – CD 3 – Úsmevom sa patrí ďakovať (2010)

## U
- Úsmevom sa patrí ďakovať – (Ľubo Virág / Vojtech Scherhaufer) – Úsmevom sa patrí ďakovať (2000), Repete Návraty – CD 3 – Úsmevom sa patrí ďakovať (2010)
- Už mám ťa (I ve got you under my skin) – (h:/t:) – Lebo Ťa rád mám (2012)

## V
- Vítam ťa piesňou smrekov – (Gilbert Bécaud / Boris Droppa) – 20 Naj (2006)
- Vonia kakao (Co-Co) – (Nicky Chinn / Mike Chapman / Ján Štrasser) – 20 Naj (2006), Repete Návraty – CD 6 – Plavovláska (2010)
- Vonia kakao (Co-Co) – Dušan Grúň a Karol Duchoň – (Nicky Chinn / Mike Chapman / Ján Štrasser)
- Vyleť so mnou na mesiac (Fly my to the moon) – (h:/t:) – Lebo Ťa rád mám (2012)

## Z
- Zažeňme preč trápenie – (Peter Šíma / Peter Šíma) – Kúsok lásky (2004), Repete Návraty – CD 6 – Plavovláska (2010)
- Zdá sa mi (Almost like being in love) – (h:/t:) – Lebo Ťa rád mám (2012)
- Žiť za to stálo (My way) – (Claude François, Jacques Revaux, Paul Anka / Zoro Laurinc) – Lebo Ťa rád mám (2012) pôvodne naspievala Marcela Laiferová, pôvonú hudbu (Comme d'habitude) zložili Claude François a Jacques Revaux, Paul Anka kúpil práva, vytvoril anglický text s iným významom a je uvádzaný ako spoluskladateľ piesne My way